# Diniar Bilialetdinov
Pour les articles homonymes, voir Bilialetdinov.
Diniar Rinatovitch Bilialetdinov (en russe : Динияр Ринатович Билялетдинов), 27 février 1985 à Moscou, est un footballeur international russe évoluant au poste de milieu de terrain.
Il est le fils de Rinat Bilialetdinov, footballeur reconverti en entraîneur.

## Carrière

### Lokomotiv Moscou
Bilialetdinov commence sa carrière de footballeur au Lokomotiv Moscou. Il fait ses débuts en 2004, il devient rapidement un titulaire régulier. Dès sa première saison avec le Lokomotiv en 2004, il est élu meilleur espoir de Russie. Il fut le capitaine du club pour la saison 2007.

### Everton
Bilialetdinov signe un contrat avec Everton pour une durée de 4 ans en août 2009 contre, selon la presse anglaise, environ 11 millions d'euros. Il fait ses débuts en Premier League en entrant à la 89e minute du match contre Wigan Athletic après un mois.

### Spartak Moscou
Il signe pour trois ans et demi au FK Spartak Moscou le 29 janvier 2012. Le transfert est évalué à 7M€. En janvier 2014, il est prêté au FK Anji Makhatchkala.

## Sélection
Il est devenu international A très jeune avec la sélection russe au poste de milieu de terrain offensif. Il compte 46 sélections et 6 buts avec l'équipe de Russie de football depuis 2005.

## Statistiques
| Saison                | Club                     | Championnat           | Championnat | Championnat | Coupe(s) nationale(s) | Coupe(s) nationale(s) | Compétition(s) continentale(s) | Compétition(s) continentale(s) | Compétition(s) continentale(s) | Total | Total |
| Saison                | Club                     | Division              | M.          | B.          | M.                    | B.                    | Comp.                          | M.                             | B.                             | M.    | B.    |
| 2004                  | Lokomotiv Moscou         | D1                    | 25          | 5           | 3                     | 0                     | -                              | -                              | -                              | 28    | 5     |
| 2005                  | Lokomotiv Moscou         | D1                    | 29          | 8           | 2                     | 0                     | C1+C3                          | 4+6                            | 0+1                            | 41    | 9     |
| 2006                  | Lokomotiv Moscou         | D1                    | 29          | 3           | 2                     | 1                     | C3+C3                          | 2+2                            | 0                              | 35    | 4     |
| 2007                  | Lokomotiv Moscou         | D1                    | 28          | 3           | 6                     | 2                     | C3                             | 6                              | 3                              | 40    | 8     |
| 2008                  | Lokomotiv Moscou         | D1                    | 26          | 9           | 2                     | 0                     | -                              | -                              | -                              | 28    | 9     |
| 2009                  | Lokomotiv Moscou         | D1                    | 13          | 3           | 1                     | 0                     | -                              | -                              | -                              | 14    | 3     |
| Sous-total            | Sous-total               | Sous-total            | 150         | 31          | 16                    | 3                     | -                              | 20                             | 4                              | 186   | 38    |
| 2009-2010             | Everton FC               | D1                    | 23          | 6           | 3                     | 0                     | C3                             | 7                              | 1                              | 33    | 7     |
| 2010-2011             | Everton FC               | D1                    | 26          | 2           | 6                     | 0                     | -                              | -                              | -                              | 32    | 2     |
| 2011-2012             | Everton FC               | D1                    | 10          | 0           | 2                     | 0                     | -                              | -                              | -                              | 12    | 0     |
| Sous-total            | Sous-total               | Sous-total            | 59          | 8           | 11                    | 0                     | -                              | 7                              | 1                              | 77    | 9     |
| 2011-2012             | Spartak Moscou           | D1                    | 8           | 1           | -                     | -                     | -                              | -                              | -                              | 8     | 1     |
| 2012-2013             | Spartak Moscou           | D1                    | 14          | 3           | 1                     | 0                     | C1                             | 4                              | 0                              | 19    | 3     |
| 2013-2014             | Spartak Moscou           | D1                    | 2           | 0           | -                     | -                     | C3                             | 1                              | 0                              | 3     | 0     |
| Sous-total            | Sous-total               | Sous-total            | 24          | 4           | 1                     | 0                     | -                              | 5                              | 0                              | 30    | 4     |
| 2013-2014             | Anji Makhatchkala (prêt) | D1                    | 11          | 2           | -                     | -                     | -                              | -                              | -                              | 11    | 2     |
| 2014-2015             | Torpedo Moscou (prêt)    | D1                    | 17          | 2           | 2                     | 0                     | -                              | -                              | -                              | 19    | 2     |
| 2015-2016             | Rubin Kazan              | D1                    | 14          | 2           | -                     | -                     | C3                             | 7                              | 0                              | 21    | 2     |
| 2017                  | FK Trakai                | D1                    | 9           | 6           | -                     | -                     | -                              | -                              | -                              | 9     | 6     |
| 2018                  | FK Trakai                | D1                    | 25          | 5           | -                     | -                     | C3                             | 5                              | 1                              | 30    | 6     |
| Sous-total            | Sous-total               | Sous-total            | 76          | 17          | 2                     | 0                     | -                              | 12                             | 1                              | 90    | 18    |
| Total sur la carrière | Total sur la carrière    | Total sur la carrière | 309         | 60          | 30                    | 3                     | -                              | 44                             | 6                              | 383   | 69    |

## Palmarès

### En club
- Lokomotiv Moscou
  - Champion de Russie en 2004
  - Vainqueur de la Coupe de Russie en 2007
  - Vainqueur de la Supercoupe de Russie en 2005
  - Vainqueur de la Coupe de la CEI en 2005.